# Gerhardus Bakker

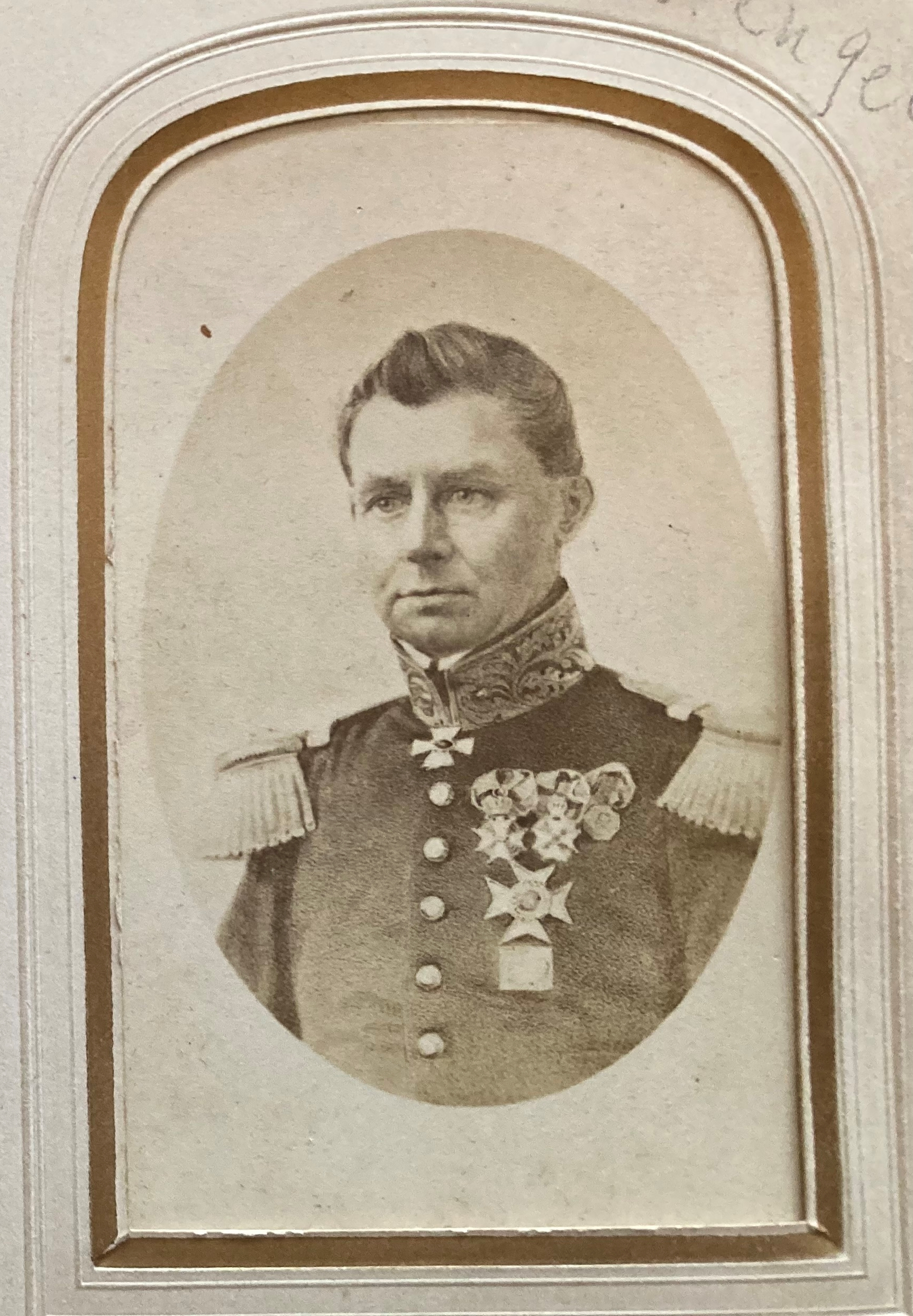
Generaal-majoor G. Bakker van het Oost-Indische leger (1801-1869)

Gerhardus Bakker (Winschoten, 8 maart 1801 – Bloemendaal, 4 november 1869) was een Nederlandse generaal-majoor van het Koninklijk Nederlandsch-Indisch Leger. 

## Biografie
Bakker was op 8 maart 1801 in Winschoten geboren. Op 14-jarige leeftijd kwam hij aan in Batavia, en volgde een korte opleiding tot officier op de militaire school te Semarang. Als 2e luitenant nam Bakker deel aan de Tweede expeditie naar Palembang in 1821, waarvoor hij onderscheiden werd met de Militaire Willems-Orde 4e klasse. Vervolgens was hij op expeditie op Celebes en nam deel aan de Java-oorlog van 1825 tot 1830 waar hij gewond raakte. Vervolgens werd hij commandant van Salatiga en Oengaran. In 1826 trouwde hij in Semarang met Maria Martina Evertse; zij is dan 15 jaar. In 1846 kreeg hij het onderscheidingsteken voor langdurige dienst als officier, en kreeg het commando voor de Eerste expeditie naar Bali. De expeditie was succesvol, en Bakker werd op 12 juni 1846 benoemd tot kolonel en bevorderd tot Militaire Willems-Orde 3e klasse.
In 1850 werd Bakker gepromoveerd tot generaal-majoor titulair. Op 15 december 1851 werd hij benoemd tot waarnemend commandant van het KNIL. In 1853 werd hij benoemd tot generaal-majoor effectief. Op 3 april 1854 ging hij met pensioen en werd eervol ontslagen. Op 6 december werd hij benoemd tot ridder met de ster tot de Orde van de Eikenkroon.
Bakker overleed op 4 november 1869 in het gesticht Meerenberg te Bloemendaal op 68-jarige leeftijd.
- Biografisch Portaal: 73095710
- Digitale Bibliotheek voor de Nederlandse Letteren: bakk044